# بورسدورف
بورسدورف (به آلمانی: Borsdorf) یک شهر در آلمان است که در Leipzig واقع شده‌است. بورسدورف ۸٬۳۸۲ نفر جمعیت دارد.

## نگارخانه

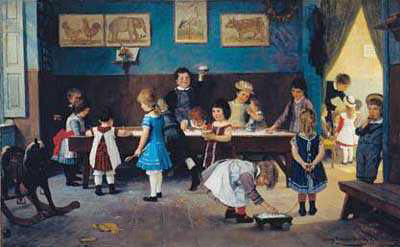